# Julgamento

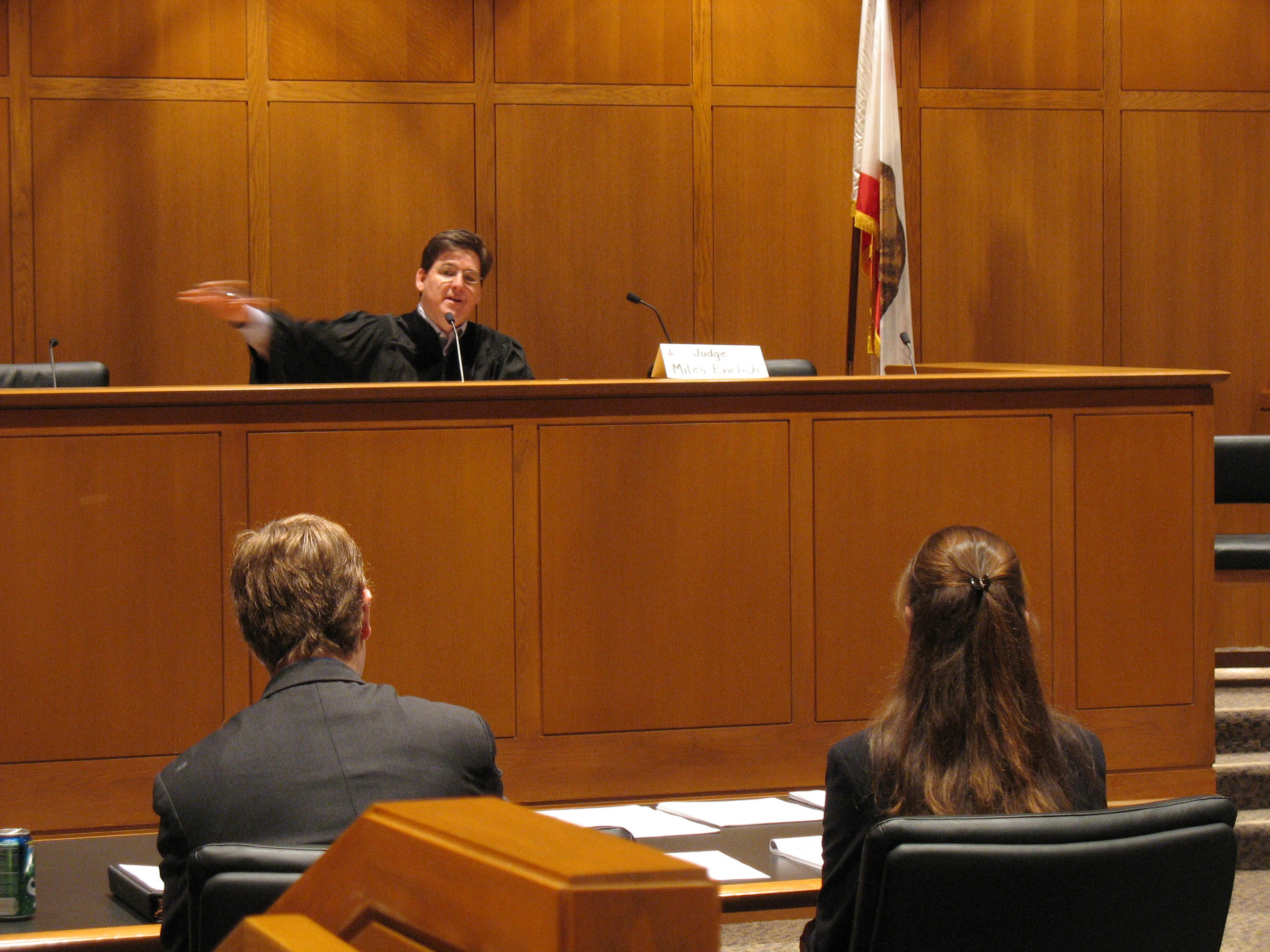
Juíz americano Miles Ehrlich conversando com um advogado.

O termo julgamento geralmente se refere a uma avaliação que considera uma série de fatores ou provas para a formação de uma decisão embasada. Esse termo possui diversas acepções, como a psicológica, que é usada em referência à qualidade das capacidades cognitivas e adjudicação de particulares, normalmente chamado sabedoria ou discernimento (por exemplo: um julgamento de uma exposição como miss, gado, cavalo, cães, etc.); a religiosa, que é utilizada no conceito de salvação para se referir ao julgamento decisivo de Deus na causa com recompensa ou punição para cada ser humano; e por fim, a mais conhecida, jurídica, que geralmente se refere a uma decisão justificada proferida pelo juiz.

## Acepção psicológica
Refere-se a uma avaliação com base em valores pessoais, para proferir uma decisão ou realizar uma ação.

## Acepção religiosa
Momento de ponderação das ações particulares realizadas em vida.

## Acepção jurídica
O termo julgamento na acepção jurídica pode se referir a diversos atos, como por exemplo:
- Processo cognitivo realizado pelo juiz ao ponderar sobre os argumentos levantados pelas partes: nesse sentido, funcionaria como sinônimo de interpretação, ou seja, uma operação mental que fixa sentido às normas jurídicas[1].

A interpretação jurídica é uma atividade que pode seguir diversos caminhos: Dworkin, por exemplo vê esta atividade como sendo relacionada ao princípio da integridade, que deverá unificar e basear todas as decisões judiciais, enquanto Hart, por outro lado, entende que os juízes têm um papel discricionário que poderá ser utilizado no processo de tomada de decisão.  Há, inclusive, autores positivistas que entendem o julgamento como um processo despreocupado com a moralidade, centrado somente num reflexo dos fatos apresentados ao juiz .
- Processo cognitivo realizado pelas partes: ao entrar com uma demanda, as partes geralmente devem fundamentar suas pretensões com argumentos jurídicos, realizando para tal um processo cognitivo de seleção de argumentos. Neste caso, uma pessoa deverá ponderar entre os fatos que levantará para explicar o caso ao juiz, e os argumentos de direito, baseados na lei, que darão apoio à sua pretensão, realizando assim um julgamento de valor para realizado esta seleção.

- Decisão proferida pelo magistrado após ponderação dos argumentos das partes: neste caso, sinônimo de sentença, a decisão judicial também é um julgamento na acepção jurídica, pois leva o magistrado a valorar os fatos e o direito e posicionar-se a respeito do caso concreto.

Os juízes, embora estejam vinculados a uma norma hierárquica que lhes concede competência para proferir decisões, devem, na maioria dos ordenamentos, fundamentar suas decisões, mostrando à parte o raciocínio utilizado para chegar à uma conclusão. A argumentação jurídica geralmente é uma fusão de fatos do mundo real, que são trazidos pelas partes, com normas jurídicas, que comprovam o poder do magistrado de interpretação das leis. O julgamento, nesse sentido, seria assim uma forma de validação da norma jurídica, ou seja, quando o juiz aplica a norma, estaria validando e dando eficácia a ela .